# Santalaceae
Las santaláceas (Santalaceae) son una familia de plantas perteneciente al orden de las santalales. 

## Descripción
Son plantas herbáceas o leñosas, hemiparásitas, con haustorios en las raíces de los huéspedes. Presentan hojas simples, habitualmente alternas. Las flores son inconspicuas, hermafroditas o unisexuales, actinomorfas, con perianto de tres a seis piezas, ovario ínfero, unilocular y carpelos abiertos. Los frutos pueden ser núculas o drupas. Agrupa a unas 450 especies de países cálidos y templados.

### Géneros
| - Acanthosyris - Amphorogyne - Anthobolus - Arceuthobium - Arjona - Austroamericium - Buckleya - Cervantesia Ruiz & Pavón - Choretrum R.Br. - Cladomyza - Colpoon - Comandra Nutt. - Daenikera - Dendromyza - Dendrophthora | - Dendrotrophe - Dufrenoya - Elaphanthera - Exocarpos Pers. - Geocaulon - Ginalloa - Jodina - Korthalsella Tiegh. - Kunkeliella - Leptomeria - Mida - Myoschilos - Nanodea - Nestronia - Notothixos | - Okoubaka Pellegr. & Normand - Omphacomeria - Osyridocarpos - Osyris - Phacellaria - Phoradendron Nutt. - Pyrularia - Quinchamalium - Rhoiacarpos - Santalum L. - Scleropyrum - Spirogardnera - Thesidium - Thesium L. - Viscum L. |

Los géneros Arjona y Quinchamalium actualmente se disponen en la familia Schoepfiaceae.

## Sinonimia
- Anthobolaceae
- Eremolepidaceae
- Exocarpaceae
- Lepidocerataceae
- Osyridaceae
- Thesiaceae
- Viscaceae